# Tribunal de la Cambra Imperial
El Tribunal de la Cambra Imperial (alemany: Reichskammergericht /ˈʁaɪçs.kamɐɡəˌʁɪçt/; en llatí: Iudicum imperii) era el màxim tribunal del Sacre Imperi Romanogermànic. Va ser establert l'any 1495 sota el govern de l'emperador Maximilià I d'Habsburg, i va actuar com a màxima autoritat judicial del Sacre Imperi fins a la seva dissolució en 1806. En la seva concepció, el tribunal va ser ideat per la dieta del Sacre Imperi com un contrapès al poder de l'emperador. Així, nominalment almenys, era el tribunal de més rang dins del Sacre Imperi Romanogermànic.
Després de la seva creació el 31 d'octubre de 1495, el tribunal va tenir la seva seu al costat de la dieta, a Frankfurt del Main. Després va tenir seu a Worms, Augsburg, Nuremberg, Ratisbona, Espira i Esslingen. A partir de 1527 es va situar a Speyer. Arran de la Guerra dels Nou Anys, es va traslladar a Wetzlar, on es va mantenir des de 1689 fins que va ser dissolt en 1806.

## Competències
En teoria, tots els assumptes legals de l'Imperi es podien presentar davant d'aquest organisme. A la pràctica, les seves competències estaven limitades. D'una banda, la reorganització soferta pel Consell Àulic, duta a terme per l'emperador Maximilià I en resposta a la creació de la Cambra de la Cort Imperial, va restar nombroses competències al tribunal, sobretot en assumptes de governança política i gestió territorial de l'Imperi. El Consell Àulic va assumir aquestes últimes en exclusiva, i comptava amb moltes altres competències de caràcter penal que se solapaven amb les de la Cambra. D'altra banda, hi havia certes limitacions inherents a la seva jurisdicció: si el governant del territori del qual sorgia el cas ostentava i exercia l'anomenat privilegi de non appellando, el cas no podia ser vist per la Cambra; de l'altra, la Cambra no podia intervenir en casos de delictes criminals penals a menys que el cas involucrés defectes en el procediment legal seguit.
En la pràctica, el Reichskammergericht era un tribunal poc desitjable a què acudir: era famós per l'extrema lentitud amb què resolia els casos i emetia veredictes. En alguns casos que involucraven disputes entre diferents principats de l'Imperi, la Cambra va trigar segles a emetre un veredicte. Quan va ser abolida en 1806, es van extingir amb ella alguns casos que portaven sent atesos des de feia 400 anys; l'escàs interès per part de les parts pledejants a resoldre els seus plets, o el seu interès a no alterar l'statu quo, solen esmentar-se com la causa dels retards.